# Stazione di Generoso Vetta
La stazione di Generoso Vetta è il capolinea superiore della ferrovia del Monte Generoso. È posta nei pressi della vetta del Monte Generoso, nel territorio comunale di Castel San Pietro.

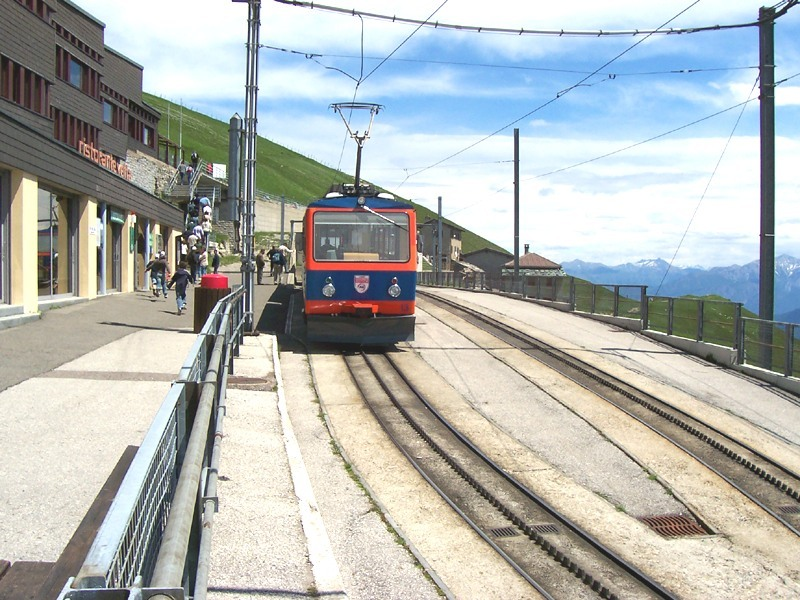
Nel 2006